# قرارگاه نظامی
قرارگاه نظامی (انگلیسی: The Presidio) فیلمی در ژانر جنایی، نئو نوآر و معمایی به کارگردانی پیتر هایمز است که در سال ۱۹۸۸ منتشر شد.
فیلم قرارگاه نظامی در اولین اکران خود در گیشه داخلی، پس از فیلم‌های پرفروش کروکودیل داندی ۲ و بزرگ و همچنین فیلم جدید کسب‌وکار بزرگ، در رتبه چهارم قرار گرفت. این فیلم در مجموع ۲۰٫۳ میلیون دلار در ایالات متحده و کانادا و ۳۱٫۶ میلیون دلار در سایر مناطق جهان فروش داشت که در مجموع به ۵۱٫۹ میلیون دلار در سراسر جهان رسید.

## بازیگران
- شان کانری
- مارک هارمون
- مگ رایان
- جک واردن
- جنت گلدستاین
- مارک بلوم